# Клівленд Шеньє
Клі́вленд Шеньє́́ (англ. Cleveland Chenier; 10 травня 1920, Опелусас, Луїзіана — 7 травня 1991, Лафеєтт, Луїзіана) — американський музикант, грав на пральній дошці (рабборд). Брат Кліфтона Шеньє.

## Біографія

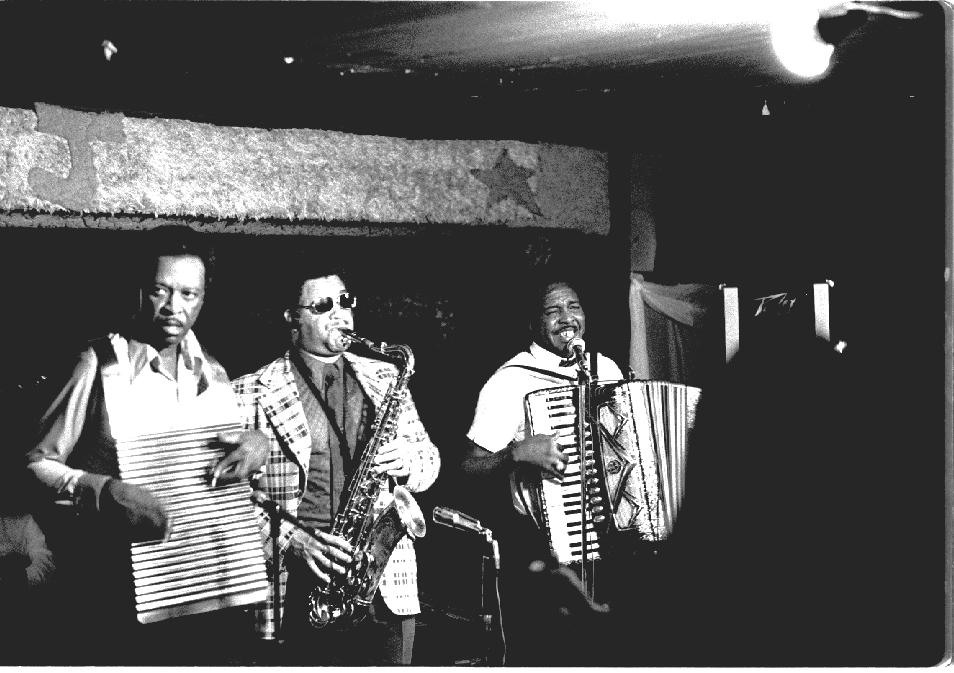
Виступають брати Шеньє (1975). Кліфтон Шеньє грає на акордеоні, на пральній дошці — його брат Клівленд

Народився 10 травня 1920 року на сході Опелусаса, штат Луїзіана. Син Джозефа і Олівії К. Шеньє, брат Кліфтона. Його батько був акордеоністом-любителем, а дядько Моріс «Біг» Шеньє грав на гітарі і скрипці, а також володів музичним клубом.
У 1944 році почав грати у танцювальних клубах в Лейк-Чарльзі, Луїзіана разом зі своїм братом. Грав на пральній дошці; вважається, що саме він став першим музикантом, який почав грати на цьому інструменті, розмістивши його на грудях, що і досі є звичним його використанням. Клівленд грав на ньому, утримуючи по три консервних ножі в кожній руці. Зрідка обидва брати в юності грали з гуртом Кларенса «Бон Тон» Гарлоу. Наприкінці 1940-х років брати переїхала в Порт-Артур, Техас, де почали працювати на нафтоперегонному заводі, однак продовжували виступати у вільний час на вікендах. У 1954 році вони зробили дебютний запис у студії, записавши сингл «Cliston's Blues» і «Louisiana Stomp», на студії радіостанції KOAK в Лейк-Чарльзі.
Окрім короткого періоду напочатку 1960-х років, коли він виступав з Лайтніном Гопкінсом, Шеньє продовжував працювати в гурті свого брата «The Red Hot Louisiana Band» аж до смерті Кліфтона у 1987 році. Залишався з гуртом, який очолював син Кліфтона, К. Дж. Шеньє, до закінчення кар'єри в 1990 році. Помер наступного року 7 травня 1991 в Лафеєтті, Луїзіана у віці 70 років.